# Hie Hie Penta: Atrapar Helados
Hie Hie Penta: Ice Cream Catcher (ヒエヒエペン太?) es un juego de tipo merchandiser, como Penta atrapador de helados, fue publicado por Konami en 27 de septiembre de 2001 solamente en Japón.
En enero de 2019, Konami anunció otro juego titulado Gokkan Hie Hie Penta.

## Personajes
- Penta